# Métalepse (narratologie)
Pour les articles homonymes, voir Métalepse.

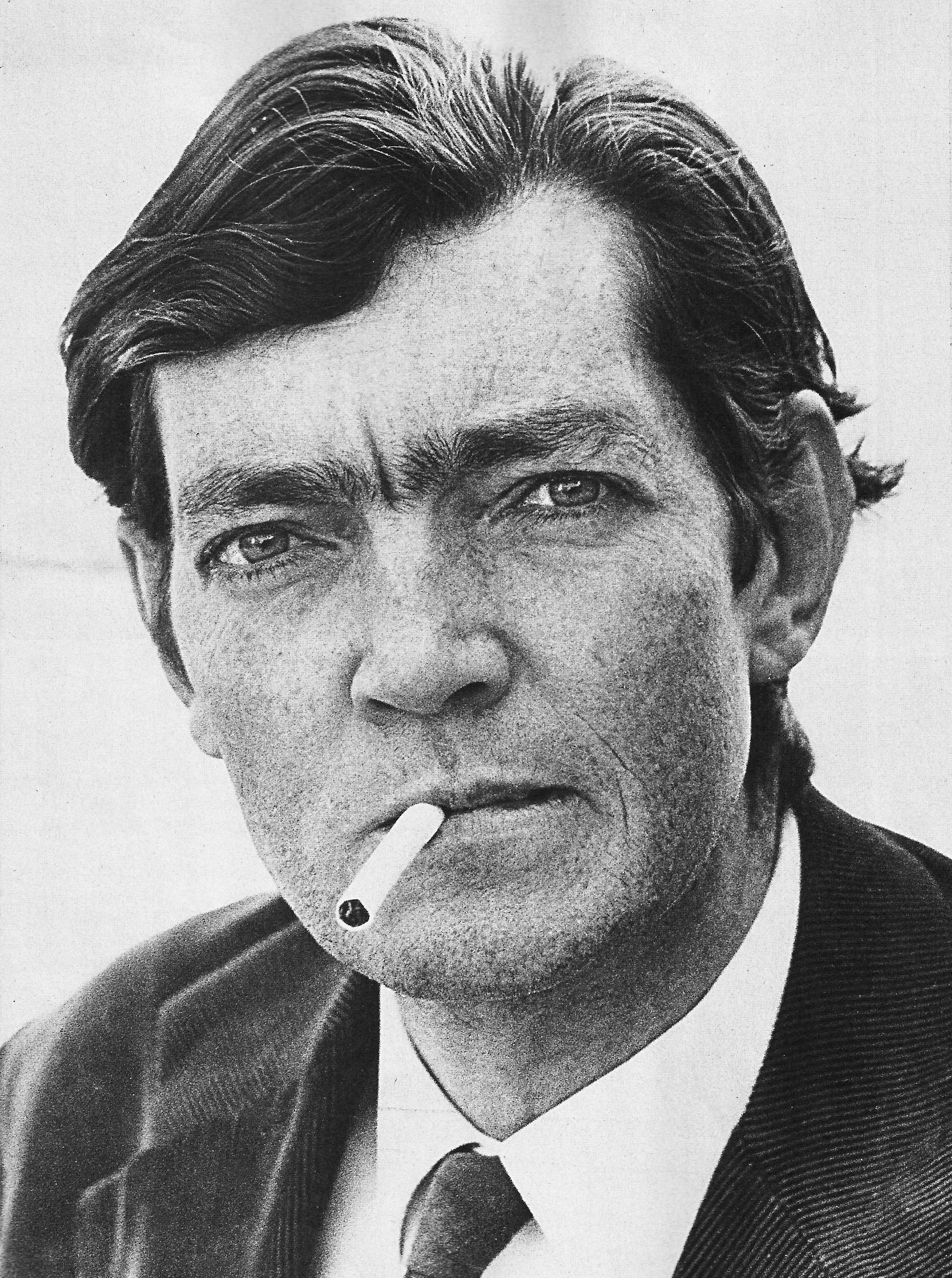
Portrait de Julio Cortázar, auteur, dans la nouvelle Continuité des parcs, de l'un des cas les plus commentés de métalepse.

Une métalepse, pour la narratologie, est un procédé par lequel un élément d'un récit franchit le seuil qui le sépare d'un autre qu'il contient ou qui le contient. Nommée selon la métalepse rhétorique par Gérard Genette dans son ouvrage Figures III, paru en 1972, elle constitue une infraction au pacte fictionnel habituel.
L'un des cas les plus cités de métalepse est celui que l'on rencontre dans Continuité des parcs, une nouvelle de l'écrivain argentin Julio Cortázar. Dans cette nouvelle, un personnage lit dans un livre l'histoire d'une femme adultère dont l'amant s'en va tuer le mari, lequel se révèle être, nous le découvrons à la fin de la nouvelle, le personnage qui a justement lu le livre. Ici, le récit enchâssé surgit sans prévenir, violant la frontière entre diégèse et métadiégèse, dans le récit qui l'enchâsse.
Plusieurs années après avoir nommé le procédé, Genette a proposé dans son ouvrage Métalepse, paru en 2004, de nommer « antimétalepse » ce cas particulier de métalepse qui consiste à faire remonter dans un récit-cadre un élément d'un récit interne. Le mouvement inverse, qui voit l'introduction dans la diégèse d'un élément de la métadiégèse, par exemple l'entrée d'un narrateur extradiégétique en tant que personnage agissant dans une histoire qu'il n'était censé que raconter, conserverait le nom général de « métalepse ».

## Exemples de métalepse

### Littérature
- 1956 : dans la nouvelle Continuité des parcs de Julio Cortázar, un personnage lit une histoire dont la victime sera lui-même.
- 1979 : dans le roman L'Histoire sans fin de Michael Ende, un garçon, Bastien Balthazar Bux, lit un livre et finit par interagir avec les personnages et par devenir lui-même un acteur de l'histoire.

### Cinéma
- 1984 : comme dans le roman dont il est l'adaptation, le film L'Histoire sans fin raconte met en scène un garçon, Bastien Balthazar Bux, qui interagit avec l'univers fictif du livre qu'il est en train de lire.
- 1993 : dans le film Last Action Hero, un garçon, Danny Madigan, est fan d'un personnage de film d'actions, Jack Slater, incarné par Arnold Schwarzenegger ; il finit par être propulsé dans le dernier film de son héros, puis il se passe l'inverse lorsqu'il revient dans le monde réel avec Jack Slater et deux ennemis de ce dernier.
- 1998 : dans le film Pleasantville, deux adolescents, frère et sœur, se retrouvent propulsés dans une série en noir et blanc où ils prennent la place de deux personnages.
- 2023 : dans le film Fiction à l'américaine (American Fiction), un écrivain visualise les personnages d'un roman qu'il écrit et échange plusieurs répliques avec eux.

### Autres
- 1971-1986 : dans la série d'animation La Linea, le personnage interagit régulièrement avec le dessinateur.
- 1985 : Le clip de "Take on Me" de A-Ha fait interagir les personnages des mondes réel et fictif, transgressant ainsi les frontières entre ces deux niveaux de réalité.